# Alice et le Vase de Chine
Alice et le Vase de Chine (The Clue of the Leaning Chimney, littéralement : L’Énigme de la cheminée penchée) est le vingt-sixième roman de la série américaine Alice (Nancy Drew en VO) écrit par Caroline Quine, nom de plume collectif de plusieurs auteurs. Les auteurs de ce roman sont Harriet Adams et George Waller. 
Aux États-Unis, le roman a été publié pour la première fois en 1949 par Grosset & Dunlap, New York. En France, il a paru pour la première fois en 1966 aux éditions Hachette Jeunesse dans la collection « Bibliothèque verte » sous le no 309. Il n'a plus été réédité en France depuis 1985. 

## Résumé
Remarque : le résumé est basé sur l'édition cartonnée parue en 1966 en langue française (traduction d'Anne Joba).
Un précieux vase de Chine vieux de deux mille ans a été volé dans la boutique du jeune antiquaire Dick Milltop. Il avait été prêté par M. Tsui, un importateur chinois retiré des affaires. Dick se rappelle avoir entendu parler d'une carrière de kaolin - le plus rare des argiles - qui se situerait près d'une cheminée penchée, dans les environs de la ville de Blackridge. Le jeune antiquaire pense que cette piste pourrait mener au voleur. Lui-même avait cherché en vain cette cheminée penchée. 
Avec ses fidèles amies Bess et Marion, Alice part explorer les alentours de Blackridge. Les jeunes filles découvrent une propriété entourée de hautes palissades : une femme en habit de religieuse de couleur lavande les interpelle et les informe que le domaine abrite une secte appelée « Les Sœurs Lavande »...

## Personnages

### Personnages récurrents
- Alice Roy : dix-huit ans, détective amateur blonde, orpheline de mère, fille de James Roy.
- James Roy : avoué[2] de renom, père d'Alice Roy, veuf.
- Bess Taylor : jeune fille blonde et rondelette, une des meilleures amies d'Alice.
- Marion Webb : jeune fille brune et sportive, cousine germaine de Bess Taylor et une des meilleures amies d'Alice.
- Ned Nickerson : jeune homme brun et athlétique, ami et chevalier servant d'Alice, étudiant à l'université d'Emerson.
- Sarah : fidèle vieille gouvernante des Roy, qui a élevé Alice à la mort de sa mère.
- Cécile Roy[3] : tante d'Alice, sœur de James Roy, professeur à New York.

### Personnages spécifiques à ce roman
- Dick Milltop (Dick Milton en VO) : jeune antiquaire.
- M. Tsui (Mr. Soong en VO), un Chinois : le propriétaire du vase prêté à Dick Milltop.
- Tri Eng et sa fille Laï : amis de M. Tsui, des Chinois arrivés récemment aux États-Unis et qui ont disparu.
- Hélène Fellmor : amie d'Alice.
- David Carr : un malfaiteur.
- Rayold Carr : frère de David Carr, malfaiteur.
- Lou : un Chinois, serviteur de M. Tsui.
- M. Stevenson : le Commissaire, de River City, ami d'Alice.
- Togo : le petit chien fox-terrier d'Alice.

## Éditions françaises
Note : Toutes les éditions ont paru aux éditions Hachette.
- 1966 : Alice et le Vase de Chine — coll. « Bibliothèque verte » no 309, cartonné (français, version originale). Illustré par Albert Chazelle. Texte français d'Anne Joba. 25 chapitres. 248 p.  Réédité jusqu’en 1981.
- 1976 : Alice et le Vase de Chine — coll. « La Galaxie »[4], cartonné (français, version abrégée ou originale ?). Illustré par Jean-Louis Mercier.
- 1983 : Alice et le Vase de Chine — coll. « Bibliothèque verte » (série au dos hachuré), cartonné (français, version abrégée). Couverture de Jean Sidobre, illustrations intérieures d'Albert Chazelle.